# Ґізель Сварт
Ґізель Сварт (англ. Giselle Swart; нар. 17 серпня 1977) — колишня південноафриканська тенісистка.
Найвищу одиночну позицію світового рейтингу — 540 місце досягла 15 січня 2001, парну — 454 місце — 8 січня 2001 року.
Здобула 1 одиночний та 3 парні титули туру ITF.
Завершила кар'єру 2001 року.

## Фінали ITF

### Одиночний розряд: 2 (1–1)
| Результат | Ранг | Дата          | Турнір        | Покриття | Суперниця     | Рахунок       |
| --------- | ---- | ------------- | ------------- | -------- | ------------- | ------------- |
| Перемога  | 1.   | 7 грудня 1997 | Преторія, ПАР | Тверде   | Patty Murren  | 6–3, 4–6, 7–5 |
| Поразка   | 1.   | 6 грудня 1998 | Беноні, ПАР   | Тверде   | Anna Nefedova | 3–6, 3–6      |

### Парний розряд: 6 (3–3)
| Результат | Ранг | Дата              | Турнір           | Покриття | Партнерка     | Суперниці                    | Рахунок       |
| --------- | ---- | ----------------- | ---------------- | -------- | ------------- | ---------------------------- | ------------- |
| Перемога  | 1.   | 26 березня 1995   | Хараре, Зімбабве | Тверде   | Лусінда Ґіббс | Elissa Burton Кара Блек      | 6–4, 7–6(4)   |
| Поразка   | 1.   | 2 квітня 1995     | Найробі, Кенія   | Тверде   | Лусінда Ґіббс | Elissa Burton Кара Блек      | 3–6, 2–6      |
| Поразка   | 2.   | 6 грудня 1997     | Преторія, ПАР    | Тверде   | Лусінда Ґіббс | Гелен Крук Марезе Жубер      | 2–6, 5–7      |
| Перемога  | 2.   | 22 листопада 1998 | Беноні, ПАР      | Тверде   | Лусінда Ґіббс | Karin Coetzee Carien Venter  | 6–2, 6–3      |
| Поразка   | 3.   | 29 листопада 1998 | Беноні, ПАР      | Тверде   | Лусінда Ґіббс | Delene Ackron Karen Bacon    | 7–5, 4–6, 5–7 |
| Перемога  | 3.   | 18 червня 2000    | Беноні, ПАР      | Тверде   | Лусінда Ґіббс | Наталі Грандін Ніколь Ренкен | 2–6, 6–4, 6–4 |